# إستيلا إستيفيه
إستيلا إستيفيه (بالإسبانية: Estela Estévez)‏ هي عدائة المسافات المتوسطة إسبانية، ولدت في 24 فبراير 1965 في فيغو في إسبانيا.

## وصلات خارجية
- إستيلا إستيفيه على موقع الاتحاد الدولي لألعاب القوى (الإنجليزية)
- إستيلا إستيفيه على موقع أوليمبيديا (الإنجليزية)